# Graptodytes eremitus
Graptodytes eremitus är en skalbaggsart som beskrevs av Ignacio Ribera och Faille 2010. Graptodytes eremitus ingår i släktet Graptodytes och familjen dykare. Inga underarter finns listade i Catalogue of Life.